# 明治村 (神奈川県)
明治村（めいじむら）は、神奈川県の中央南部、高座郡に属していた村。

## 地理
- 河川:引地川

## 歴史
- 1889年（明治22年）4月1日 - 町村制施行により[1]、神奈川県高座郡辻堂村、大庭村、羽鳥村および稲荷村が合併し明治村が成立する[2]。
- 1892年（明治25年）4月 - 小学尋常羽鳥学校と小学尋常辻堂学校が合併し、尋常日進小学校と改称する。
- 1897年（明治30年）9月8日 - 大風で耕余義塾の全学舎が倒壊する。
- 1900年（明治33年） - 耕余義塾が、閉塾する。
- 1903年（明治36年）5月5日 - 尋常日進小学校は、明治村立尋常高等明治小学校（現在の藤沢市立明治小学校）として創立する。

- 1908年（明治41年）4月1日 - 明治村、藤沢大坂町および鵠沼村が合併して、藤沢町となる。
現在は、神奈川県藤沢市の辻堂地区、湘南大庭地区および明治地区が該当する。

## 行政
村長は以下の通りである。

### 村長
- 金子小左衛門 - 金子角之助の養父[3]。

## 経済

### 産業
農業
『大日本篤農家名鑑』によれば、明治村の篤農家は吉田姓の人物がいた。『神奈川文庫 第五集 百家明鑑』によれば、農業を営む人物は角田、川崎、吉田、高橋、相澤、三觜姓の人物がいた。農蚕業を営む人物は門倉、山崎、相澤、櫻井、三觜、廣野姓の人物がいた。
商工業
商工業者は甘藷卸売商の久保田、米穀商、水車業並粉類の藤間、製糸業の三觜、米穀、肥料商の羽鳥屋 三觜などがいた。また三觜製造場が存在した。

## 交通

### 鉄道路線
東海道線が通るが、明治村当時は村内に駅はなく、藤沢町へ合併後、1916年（大正5年）に辻堂駅が開業。

### 道路
- 國道2號 - 旧東海道、現在の県道44号線

## 出身・ゆかりのある人物
- 金子小一郎（元藤沢市長）
- 三觜進（三觜家15代当主、満州銅鉛鉱業取締役）